# 木朵
木朵，（1972年—），江西宜春人，中国现代诗人。
木朵大学期间开始创作诗歌，提出了“南方诗歌”的诗歌创作倾向，其诗风纯朴。编有诗集《斜坡上的斜晖》、《镶铜边的小鼓》和札记集《一夜成名》等。

## 主要作品
- 《斜坡上的斜晖》（2003）
- 《镶铜边的小鼓》（2004）
- 札记集《一夜成名》（2005）